# Ghost of a Tale
Ghost of a Tale és un videojoc de rol d'acció independent desenvolupat principalment pel dissenyador de jocs i veterà de DreamWorks i Universal Pictures Lionel "Seith" Gallat. El títol va ser finançat per una exitosa campanya de finançament col·lectiu d'Indiegogo que es va desenvolupar d'abril a maig de 2013 i va recaptar 48.700 €. Una versió primerenca es va llançar el 2016 a ordinadors Windows i Xbox One com a part del programa de desenvolupador indie ID@Xbox de Microsoft. La versió final per a PC es va llançar el 13 de març de 2018. El 16 de febrer de 2019, es va anunciar que la data de llançament de les versions de PlayStation 4 i Xbox One seria el 12 de març de 2019. El joc es va llançar per a Nintendo Switch el 8 d'octubre de 2020. Una versió per a Amazon Luna es va publicar el 20 d'octubre de 2020.

## Crítica
Ghost of a Tale ha rebut crítiques generalment favorables, segons l'agregador de ressenyes de videojocs Metacritic. La puntuació de Metacritic del joc és actualment del 75% basat en vint-i-dues ressenyes